# Davenport (Nebraska)
Davenport és una població dels Estats Units a l'estat de Nebraska. Segons el cens del 2000 tenia 339 habitants.

## Demografia
Segons el cens del 2000, Davenport tenia 339 habitants, 160 habitatges, i 106 famílies. La densitat de població era de 198,3 habitants per km².
Dels 160 habitatges en un 22,5% hi vivien nens de menys de 18 anys, en un 58,8% hi vivien parelles casades, en un 6,3% dones solteres, i en un 33,8% no eren unitats familiars. En el 31,3% dels habitatges hi vivien persones soles el 18,8% de les quals corresponia a persones de 65 anys o més que vivien soles. El nombre mitjà de persones vivint en cada habitatge era de 2,12 i el nombre mitjà de persones que vivien en cada família era de 2,64.
Per edats la població es repartia de la següent manera: un 21,5% tenia menys de 18 anys, un 3,2% entre 18 i 24, un 22,1% entre 25 i 44, un 20,9% de 45 a 60 i un 32,2% 65 anys o més.
L'edat mediana era de 49 anys. Per cada 100 dones de 18 o més anys hi havia 86 homes.
La renda mediana per habitatge era de 26.964 $ i la renda mediana per família de 33.958 $. Els homes tenien una renda mediana de 23.929 $ mentre que les dones 16.563 $. La renda per capita de la població era de 13.960 $. Aproximadament l'11,4% de les famílies i el 12,9% de la població estaven per davall del llindar de pobresa.

## Poblacions més properes
El següent diagrama mostra les poblacions més properes.